# عباس شیرمحمدی
عباس شیرمحمدی زاده یزد و عکاس رسمی کاخ سفید است. او در سال ۱۹۷۸ به آمریکا رفت. هنر عکاسی سنت خانوادگی وی بوده و اجداد او نیز از عکاسان شناخته شده در ایران بوده‌اند. او سال‌ها عکاس رسمی هیلاری کلینتون بود و از سیاستمدارانی مانند بیل کلینتون، رونالد ریگان، نلسون ماندلا، و باراک اوباما عکس گرفته است.
عکس او از مراسم تحلیف دونالد ترامپ مورد توجه رئیس‌جمهور آمریکا قرار گرفت و در کاخ سفید نصب شد. او این عکس را با دوربینی قدیمی و به صورت پانوراما گرفت. ترامپ در توئیتی از شیرمحمدی تشکر کرد.